# Woken (köpinghuvudort i Kina, Heilongjiang Sheng, lat 46,00, long 130,51)
Woken (kinesiska: 倭肯, 倭肯镇, 祁家) är en köpinghuvudort i Kina. Den ligger i provinsen Heilongjiang, i den nordöstra delen av landet, omkring 300 kilometer öster om provinshuvudstaden Harbin. Antalet invånare är 19 638. Befolkningen består av 9 702 kvinnor och 9 936 män. Barn under 15 år utgör 12,0 %, vuxna 15-64 år 78 %, och äldre över 65 år 8,0 %.
Runt Woken är det ganska tätbefolkat, med 72 invånare per kvadratkilometer. Närmaste större samhälle är Dasizhan, 17,2 km söder om Woken. Trakten runt Woken består till största delen av jordbruksmark.
Genomsnittlig årsnederbörd är 809 millimeter. Den regnigaste månaden är juli, med i genomsnitt 159 mm nederbörd, och den torraste är januari, med 4 mm nederbörd.